# Mademoiselle Pigalle
Mademoiselle Pigalle (Cette sacrée gamine) è un film del 1956 diretto da Michel Boisrond.